# 克拉屈濱
克拉屈濱（INN：cladribine），商品名有Leustatin等，是一种嘌呤类似物，作為治療毛細胞白血病（舊稱白血病性网状内皮组织增生病）、B細胞慢性淋巴細胞白血病及多发性硬化症的藥物。用於治療患有高度活躍性復發緩解型多發性硬化症的成人，則以Mavenclad商品名（瑪威克錠）於市面銷售。
克拉屈濱是可選擇性靶向和抑制與多發性硬化症和B細胞白血病潛在發病機制有關的淋巴球，它在化學上模仿脫氧腺苷。然而它與脫氧腺苷不同之處是相對不易被腺苷脫氨酶分解，而導致其可在目標細胞中積聚，並干擾細胞處理DNA的能力。克拉屈濱透過轉運蛋白被細胞吸收。一旦進入細胞後就會被脫氧胞苷激酶（DCK）磷酸化，產生單核苷酸2-氯脫氧腺苷5' 一磷酸(2-CdAMP)，隨後磷酸化為三磷酸化活性化合物2-氯脫氧腺苷5' 三磷酸(2-CdATP) ）。活化的克拉屈濱摻入細胞DNA中，而引發細胞凋亡。克拉屈濱在細胞中的累積取決於DCK和5'-核苷酸酶 (5'-NT) 的比例，後者（5'-NT）會分解克拉屈濱並使其失去活性。此比率因細胞類型而異，在T細胞和B細胞中的比例較高，而導致藥物選擇性靶向這些細胞，產生較高的療效。相較之下，DCK:5'NT比例在其他類型細胞中相對較低，因而保留大量非血液細胞。
此藥物已列入世界衛生組織基本藥物標準清單之中。

## 醫療用途
克拉屈濱用作症狀性毛細胞白血病和B細胞慢性淋巴細胞白血病的第一線和第二線治療藥物，經由靜脈注射或皮下注射給藥。一些研究人員已使用口服製劑來治療毛細胞白血病患者。口服製劑具有約37-51%生物利用度。此藥物通常與其他細胞毒性藥物合併使用，以治療各種類型的組織細胞增多症，包括埃爾德海姆-切斯特症和朗格漢斯組織細胞增多症。
繼2017年歐洲藥品管理局（EMA）核准克拉屈濱片劑用於治療高活性復發緩解型多發性硬化症成人患者後，此藥物截至2020年7月已獲得超過75個國家的上市許可。克拉屈濱片劑於2019年被美國食品藥物管理局（FDA）核准用於治療復發型多發性硬化症 - 包括復發緩解型（RRMS）和活動性繼發性進展型（SPMS）- 作為替代藥物，適用於對既有治療藥物反應不足或無法耐受的成年患者。
個體於懷孕期間使用，可能會對胎兒造成傷害，因而被FDA列為妊娠D級（除非孕婦不用此藥會危及生命，且無其它較安全的藥物可取代時，才可勉強使用）。兒童使用的安全性和有效性尚未確定。

## 作用機轉
克拉屈濱於給藥後會被快速增殖的細胞（包括B和T細胞）吸收，然後參與其DNA合成。它在化學上模仿核苷腺苷，但不同的是克拉屈濱在2位點有一氯分子，使其能部分抵抗腺苷脫氨酶的分解。而導致其在細胞中積聚，並干擾目標細胞處理DNA的能力。
克拉屈濱被特定的核苷轉運蛋白吸收，一旦進入細胞後，就會被脫氧胞苷激酶(DCK) 磷酸化，產生單核苷酸2-氯脫氧腺苷5' 一磷酸(2-CdAMP)，隨後磷酸化為三磷酸化活性化合物2-氯脫氧腺苷5' 三磷酸(2-鎘ATP）。
活化的克拉屈濱被納入DNA合成途徑，會破壞DNA的修復和合成，導致DNA鏈的斷裂，並累積。隨後激活轉錄因子P53（一種腫瘤抑制蛋白），細胞色素c從粒線體釋放，最終導致細胞程序性死亡（凋亡）。這個過程大約會歷時2個月，細胞於治療開始4-8週後的死亡到達高峰。
另一個酵素家族 - 5'-核苷酸酶 (5'-NT) 家族- 也能讓克拉屈濱去磷酸化，而導致其失去活性。這一組酶中最重要的亞型似乎是胞質5'-NT、c-5NCT1A和c-NT1B，它們具有胞質活性並且對嘌呤類似物具特異性。
克拉屈濱在細胞中的累積取決於DCK和5'-NT的比例。此比率因細胞類型而異，在T細胞和B細胞中的水平較高，使它們特別容易出現細胞死亡。比例最高的是B細胞，尤其是生發中心B細胞和幼稚B細胞。這有助於解釋哪些B細胞更易受到克拉屈濱介導的細胞凋亡影響。 DCK是克拉屈濱前藥轉化為其活性三磷酸形式的限速酶，導致分裂和非分裂T和B細胞的選擇性耗竭。相較之下，其他細胞類型中的DCK:5'-NT比率相對較低，因此保留住大量非血液細胞。
克拉屈濱對於多發性硬化症的有效性可能是由於B細胞，特別是記憶B細胞的耗竭。在口服克拉屈濱治療多發性硬化症的關鍵3期臨床試驗（CLARITY）中，克拉屈濱選擇性去除80%的外周B細胞，而僅去除40-45%的CD4+ T細胞（輔助性T細胞）和15-30%的CD8+ T細胞（細胞毒性T細胞）。克拉屈濱在最近已被證明可誘導長期的選擇性抑制某些B細胞亞型，尤其是記憶B細胞。
雖然克拉屈濱主要作用於B細胞，但它對記憶B細胞的長期抑制作用尤其顯著。這種抑制並非單純改變基因或蛋白質的表現，而是透過更複雜的機制，可能有助於緩解多發性硬化症。雖然克拉屈濱會減少整體的B細胞數量，但幼稚B細胞能迅速補充，而記憶B細胞的恢復則較緩慢。這表明克拉屈濱對不同類型的B細胞有不同的影響。毛細胞白血病和B細胞慢性淋巴細胞白血病是兩種常見的B細胞血癌。

## 毛細胞白血病歷史
兩位美國血液學家 - 恩斯特·比尤特勒（德裔美國人）和丹尼斯·A·卡森研究腺苷脫氨酶缺乏症，並認識到由於腺苷脫氨酶的缺乏會導致B細胞淋巴細胞的破壞，因此認為設計用於抑制腺苷脫氨酶的藥物可能對治療淋巴瘤有效。隨後卡森成功合成克拉屈濱，比尤特勒透過於1980年代開始在斯克里普斯研究所的臨床研究，將藥物經由靜脈注射進行測試，發現對治療毛細胞白血病特別有用。但沒一家製藥公司對銷售這種藥物感興趣，原因是毛細胞白血病是一種罕見病，市場規模有限。比尤特勒的實驗室只得自行合成，將其包裝後供應給醫院的藥房，實驗室還開發一種監測血液中藥物水平的測試，而成為第一種讓毛細胞白血病得以長期緩解的治療法。這種疾病在此之前根本無藥可醫。:14–15
斯克里普斯研究所於1991年2月開始與嬌生公司合作，推動克拉屈濱注射劑上市，嬌生公司於同年12月向FDA提交新藥申請，並於1993年被批准作為治療毛細胞白血病的孤兒藥，並於同年晚些時候在歐洲獲得於醫療用途的批准。:2
皮下注射製劑於1990年代初在瑞士開發，由瑞士藥廠Lipomed GmbH於2000年代將其上市。:2

## 藥物治療毛細胞白血病的安全性
注射用克拉屈濱會抑制人體產生新淋巴球、自然殺手細胞和嗜中性球的能力（稱為骨髓抑制）。研究治療毛細胞白血病的數據顯示使用該藥物的人中，約70%會出現嗜中性白血球低下、約30%出現感染（其中一些人發展為敗血性休克）、約40%出現紅血球減少並出現嚴重貧血以及約10%血小板過少。在兩項臨床試驗中，在使用治療毛細胞白血病的劑量下，有16%的人出現皮疹，22%出現噁心，這種噁心一般不會導致嘔吐。

## 藥物治療多發性硬化症歷史
比尤特勒與斯克里普斯研究所的神經學家Jack Sipe於1990年代中期合作，根據克拉屈濱的免疫抑制作用進行多項臨床試驗，探索此藥物在多發性硬化症中的作用。 Jack Sipe對多發性硬化症的洞察力，以及由於比尤特勒的妹妹患有多發性硬化症而對此病症產生興趣，導致這次合作有甚佳的成果。嬌生公司子公司Ortho-Clinical於1997年提交克拉屈濱治療多發性硬化症的新藥申請，但與FDA討論後，均認為需更多臨床數據，而於1990年代末將申請撤回。
製藥公司Ivax Corporation於2000年從斯克里普斯研究所獲得口服克拉屈濱治療多發性硬化症的權利，並於2002年與瑞士生物科技公司Serono S.A.展開合作。Ivax Corporation於2006年被梯瓦製藥收購，而默克集團於2006年收購Serono S.A.的藥品業務。
Ivax Corporation和 Serono S.A.於當年開發出一種克拉屈濱與環糊精組合的口服製劑，:16默克集團用其進行臨床試驗。 默克集團於2009年向歐洲藥品管理局提交新藥申請，於2010年遭到拒絕，上訴也於2011年被駁回。:4–5 同樣的，默克集團向FDA提出的新藥申請也在2011年遭拒。
由於監管機構並不清楚藥物效益與風險的比值，而要求進行進一步研究，以解決在關鍵試驗中觀察到的嚴重淋巴球減少症和癌症病例等相關問題 。:54–55在申請核准遭拒的當時，多發性硬化症的臨床試驗仍在進行中，默克集團承諾完成這些試驗。對臨床試驗數據進行的統合分析，顯示在初始臨床試驗中所用的劑量下，克拉屈濱片劑與其他疾病改善療法比較，並不會增加癌症風險。
默克根據已完成的臨床試驗數據，確認癌症風險並沒增加，宣佈將再次尋求監管部門的批准。歐洲藥品管理局於2016年接受審查申請。其所屬的人用藥品委員會(CHMP) 於2017年6月22日採納正面意見，建議授予此藥物治療復發性多發性硬化症的營銷授權。
克拉屈濱片劑於2017年8月在歐洲獲得批准，用於治療高度活躍的復發緩解型多發性硬化症。隨後也被FDA批准用於治療復發緩解型和繼發進展型多發性硬化症。

## 用於治療多發性硬化症
根據克拉屈濱片劑在歐盟的標籤，適應症為治療根據臨床或影像學特徵定義的高度活動性復發性多發性硬化症成年患者：(i) 前一年復發且至少有一個T1加權釓強化病灶（T1 Gd+ lesion）或9個或以上的T2加權病灶（9 or more T2 lesions），同時正在接受另一種疾病改善治療，或(ii) 前一年有兩次或多次復發的患者，不論是否接受疾病改善治療。
目前多發性硬化症的治療主要採用兩種方法：免疫調節和免疫抑制，另外就是免疫重建療法。克拉屈濱劑被歸類為後者，以短療程間歇性給藥，無需持續免疫抑制。與維持療法不同，其臨床療效可延續至給藥期之外。
孕婦禁用克拉屈濱片劑。育齡婦女在治療期間及最後一次用藥後6個月內必須使用有效避孕措施，避免懷孕。

## 克拉屈濱片劑治療多發性硬化症療效
臨床試驗結果顯示克拉屈濱片劑可有效治療高度活躍、復發形式的多發性硬化症，在復發率、殘疾進展和放射學測量方面均有顯著的臨床改善。在CLARITY研究中接受克拉屈濱片劑（3.5毫克/公斤）的患者較使用安慰劑對照組的年復發率降低58%，且47%的患者在2年內沒表現出疾病活動的證據。在治療進入第24週即可觀察到臨床改善，且改善在兩年用藥期及總淋巴細胞恢復後仍能持續4年。對臨床試驗數據的事後分析顯示有89%的患者在治療兩年後仍未出現殘疾進展。
對CLARITY研究中患有非常活躍多發性硬化症的患者亞群進一步分析，顯示接受克拉屈濱片劑治療的患者的復發率降低67%，殘疾進展降低82%。同樣的，該族群的磁振造影（MRI）掃描顯示病灶負擔也出現臨床改善。
研究數據顯示克拉屈濱片劑治療組的復發率顯著低於安慰劑組，且這種差異在各個亞組中均表現一致。
此外，克拉屈濱片劑治療已被證明可顯著降低高度活動性復發緩解型多發性硬化症患者的腦萎縮率。回顧性分析顯示這種減少與殘障進展風險降低有關聯。
在臨床試驗中，較高的克拉屈濱片劑使用劑量並不會導致療效進一步改善，2年治療期後的額外療程也沒有導致療效進一步改善，但與3級和4級淋巴球減少症的發生率較高有關聯。

## 克拉屈濱片劑治療多發性硬化症的安全性
克拉屈濱錠針對的是後天免疫系統細胞，對先天免疫細胞的影響最小。克拉屈濱發揮治療作用的確切機制尚未完全闡明，但有人認為它對B和T細胞具有暫時性耗竭作用，而中斷多發性硬化症的核心免疫事件級聯反應。因此治療後淋巴球計數會減少。在臨床試驗中，大多數患者的淋巴細胞水平維持在0級（≥1,000個細胞/立方毫米）和1級（<1,000-800個細胞/立方毫米）以上，且水平在2年給藥期後繼續改善。少於1%的患者出現4級淋巴球減少症（<200個細胞/立方毫米）。重要的是應積極監測淋巴細胞計數低於500個細胞/立方毫米的患者是否有感染跡象，並對高風險患者進行抗感染治療。
雖然治療後淋巴球計數最初會減少，但研究顯示除帶狀皰疹感染外，接受克拉屈濱片劑的患者的整體感染風險與接受安慰劑的患者相當。由於風險增加，建議對患者進行水痘帶狀皰疹病毒篩檢，抗體陰性患者在接受治療前先接種疫苗。於克拉屈濱批准上市後迄2020年進行超過18,000名患者的安全性追蹤分析後，並未發現新的感染相關不良事件。
據報導，接受克拉屈濱片劑治療的毛細胞白血病患者出現進行性多灶性白質腦病。然而在對接受此藥物治療多發性硬化症的患者長達10年的追蹤中，並沒有觀察到進行性多灶性白質腦病的病例。患者在開始治療之前必須進行基線磁振造影檢測。
在臨床試驗中，接受克拉屈濱片劑治療的患者較接受安慰劑的更易觀察到惡性腫瘤。與全球癌症觀察（Global Cancer Observatory ）資料庫中匹配的參考群體相比，克拉屈濱片劑在長期現實世界證據數據中並未升高發生惡性腫瘤的風險。

## 研究
克拉屈濱已被研究作為抗藥性T細胞原淋巴細胞白血病多重藥物化療方案使用的一種藥物。